# Nesiostrymon celona
Nesiostrymon celona is een vlinder uit de familie van de Lycaenidae. De wetenschappelijke naam van de soort werd als Thecla celona in 1874 gepubliceerd door William Chapman Hewitson.

## Synoniemen
- Thecla viggia Dyar, 1918
- Nesiostrymon australivaga Johnson, 1991